# 莱伯塔利
莱伯塔利是據稱由海盜船长詹姆斯·米森（James Misson）于17世纪末在马达加斯加建立的海盗殖民地，據說莱伯塔利是一个不分肤色、信仰而人人平等的社會。 莱伯塔利還实行直接民主制，海盜在當地又創造了新的人工語言。 莱伯塔利的傳說最早來自海盗通史的記載，不過這個殖民地從未得到證實。很多人曾試圖來到馬達加斯加尋找關於莱伯塔利的蛛絲馬跡，但是他們一無所獲。 